# Hegemonia kulturowa
Hegemonia kulturowa – forma dominacji społecznej w sferze kultury.
Hegemonia kulturowa może występować w stosunkach między państwami a także w stosunkach wewnątrzpaństwowych (np. pomiędzy klasami społecznymi).
Twórcą pojęcia jest włoski marksista Antonio Gramsci, który używał go do analizy stosunków klasowych. Jego zdaniem dominująca klasa społeczna wyznacza świadomość i ideologię uznawane przez społeczeństwo. Władza polityczna jest pochodną hegemonii kulturowej. Walka polityczna polegać musi na walce z hegemoniczną kulturą rządzących, i dążeniu na ustanowieniu odmiennej hegemonii.